# Rétinographe
Le rétinographe est l’appellation française de la fundus camera des Anglo-saxons ; cet appareil sert à photographier le fond d'œil, soit tout ce qui est visible en arrière de l'iris et du cristallin. On peut y observer la rétine, la papille optique, la macula, l'ensemble portant le nom de pôle postérieur.

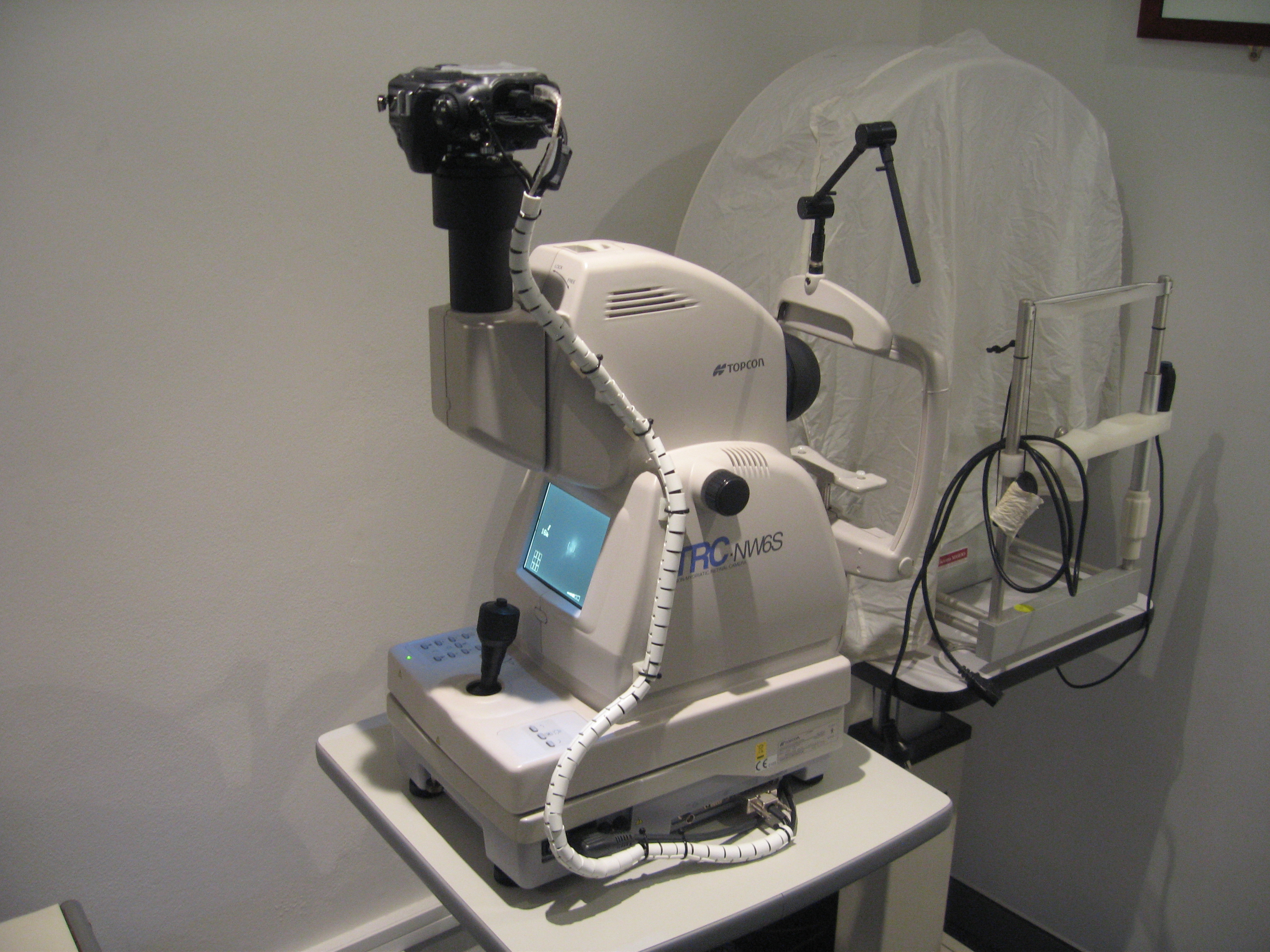
Rétinographe non-mydriatique

## Utilisation
Le rétinographe est utilisé pour surveiller d'éventuelles modifications du fond d'œil, pour transmettre des images à un ophtalmologiste distant ou réaliser des assemblages couvrant une grande surface de la rétine.
Il permet, entre autres, d'évaluer et de surveiller les symptômes de décollement de la rétine, de rétinopathies (dont la rétinopathie diabétique), d'affections vasculaires ou inflammatoire et diverses maladies oculaires telles que le glaucome.